# Долно Църнилище
Долно Църнилище (на македонска литературна норма: Долно Црнилиште) e село в североизточната част на Северна Македония, част от община Свети Никола.

## История
Селото се намира на около 6 километра южно от общинския център Свети Никола.
В началото на XX век Долно Църнилище е село в Щипска каза на Османската империя. В 1900 година според статистиката на Васил Кънчов („Македония. Етнография и статистика“) селото брои 78 жители българи християни и 95 турци.
По данни на секретаря на Българската екзархия Димитър Мишев („La Macédoine et sa Population Chrétienne“) в 1905 година в Долно Църнилище (Dolno-Tsirnilichté) има 104 българи екзархисти.
При избухването на Балканската война в 1912 година 6 души от Църнилище (Горно или Долно Църнилище) са доброволци в Македоно-одринското опълчение. След Междусъюзническата война в 1913 година селото остава в Сърбия.
В 1994 година селото има 120, а в 2002 година селото има 114 жители, всички македонци.

## Личности
Родени в Долно Църнилище
- Алексо Зафиров, български революционер, четник на Ефрем Миладинов в 1914 година[5] и вероятно на Иван Бърльо в 1915 година[6], роден в Горно или Долно Църнилище
- Ване Стоянов, български революционер, четник на Ефрем Миладинов в 1914 година, роден в Горно или Долно Църнилище[5]
- Дано Лазаров, български революционер, четник на Ефрем Миладинов в 1914 година, роден в Горно или Долно Църнилище[5]
- Трайчо Донев, български революционер, четник на Ефрем Миладинов в 1914 година, роден в Горно или Долно Църнилище[5]